# Dong Zhongshu

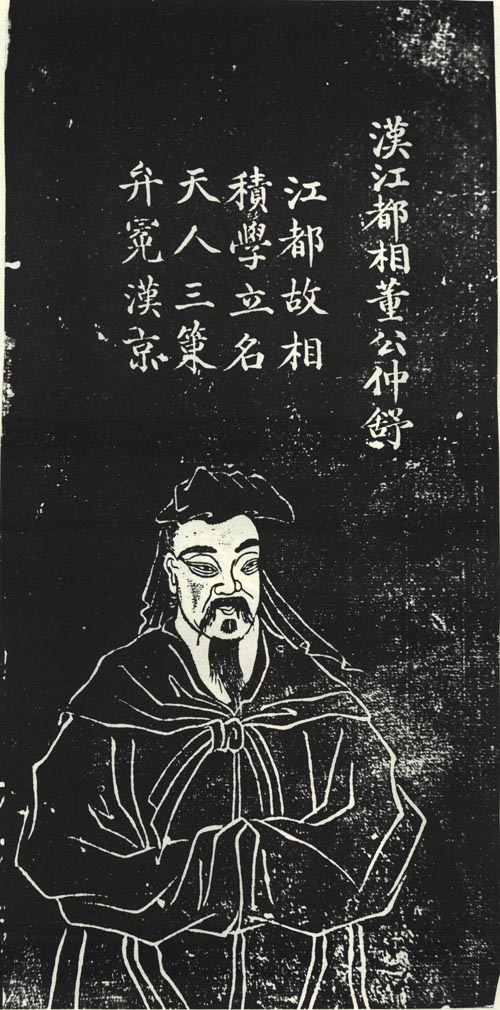
Dong Zhongshu.

Dong Zhongshu 董仲舒 (nacido entre el 195 y el 179 a. C., muerto entre el 115 y el 104 a. C.), originario de Guangchuan (廣川) o Hebei, fue un letrado confucianista de la dinastía Han occidental, renombrado especialista del comentario Gongyang (公羊傳) del Chunqiu, y versado en las teorías naturalistas del yin-yang y posiblemente de las de los cinco elementos.
Tradicionalmente se le atribuye la síntesis de estas ideas en un sistema que presentaba al universo (del cual la sociedad humana forma parte) como un conjunto en el que todos los elementos están ligados, y donde el soberano, guiado por las señales que le envía el Cielo, tiene el papel esencial de mantener el orden. Dong Zhongshu pensaba que el confucianismo debía reemplazar a todas las otras escuelas del pensamiento, y pudo convencer al emperador Wudi de adoptarlo como ideología de Estado. Pertenecía a una corriente, mayoritaria entre los Han occidentales, de los confucianistas con una concepción casi religiosa de su ideología. Pensaban que las leyes del cielo se escondían en los sermones clásicos del santo Confucio y que una lectura erudita permitiría descifrarlos. El Gongyang zhuan es un comentario que revelaría el sentido profundo de los Anales de Lu (Chunqiu).
Dong Zhongshu probablemente no haya contribuido más que parcialmente a la elaboración del sistema de correspondencias universales que se le atribuye. En efecto, este había comenzado a formarse con pensadores como Zou Yan, y posteriormente fue retomado por otros. Los detalles de su biografía también permiten dudar de que nunca haya tenido tanto crédito con el emperador que éste haya promovido al confucianismo sólo por su recomendación (incluso estuvo a punto de ser condenado por sedición). Sin embargo, no deja de ser cierto que fue un renombrado letrado, y que ciertamente contribuyó fuertemente a la presentación del confucianismo como la clave para la comprensión del universo y el camino de las sociedades felices.
Dong Zhongshu habría sido un autor prolífico (el Libro de Han le atribuye 123 escritos), poeta de ci y de fu (詞賦), como muchos de los eruditos de la época, pero casi todas sus obras se han perdido. De las que quedan se pueden citar el Tianren sance (天人三策) y el Fu del letrado insatisfecho (士不遇賦). El Chunqiu fanlu (春秋繁露), síntesis del pensamiento de la época que se le atribuye, sería una compilación de diversos autores pertenecientes a diversas corrientes.

## Biografía
Las principales fuentes de su biografía son el Shiji y el Libro de Han. Sima Qian, en particular, fue su contemporáneo, aunque no parece haberlo frecuentado.

### Comienzo de su carrera
No se menciona su nombre de cortesía. Según el Shiji, habría tenido hijos y nietos titulares de funciones oficiales, pero no se encuentra mención de ellos en los anales. No se menciona a su familia en su designación a Maoling (茂陵) en el 96 a. C., emplazamiento de las tumbas imperiales, posiblemente para atraerla y vigilar mejor una posible tentativa de sedición. Una fuente del siglo V de origen incierto lo incluye en la lista de padres que desterraran a sus hijos. Un pasaje del Shiji sugiere que se habría reconciliado con el joven Wia Wuqie, médico que contribuyera a impedir una tentativa de asesinato de Qin Shi Huang.
Era versado en los cinco clásicos y especialista en el comentario Gongyang de los Anales de primavera y otoño, atribuidos a Confucio. Se habría convertido en una autoridad en la materia, sobre todo en el principado de Zhao, su país de origen. Esta reputación le valió, en el 152 a. C. o más tarde, un puesto de especialista en el Gongyang en la corte del emperador Jing (156-141 a. C.). Se habría tratado de una posición sin poder y de escaso salario, pero su prestigio fue grande, a pesar de que no era querido por todos, posiblemente a causa de su actitud un poco rígida y de su falta de habilidad diplomática. Él estaba, al parecer, tan concentrado en sus pensamientos que se distraía frecuentemente. Habría tenido un gran número de discípulos, sin enseñar directamente más que a algunos de ellos que transmitían sus palabras a los otros. Así, dice el Shiji, una parte de sus alumnos no lo habrían visto jamás.
Teniendo en cuenta sus posiciones ideológicas, Dong Zhongshu era ciertamente un enemigo del huanglao y de sus partisanos. Según Chu Shaosun (褚少孫), quien completara el Shiji tras la muerte de Sima Qian, el Gongyang zhuan habría sido usado para oponerse a la tentativa de la emperatriz viuda Dou, perteneciente al clan huanglao, de hacer nombrar sucesor oficial al príncipe de Liang, hermano menor del emperador Jing, en lugar de hijos mayores y de este último, el futuro Han Wudi.
Tras el acceso al trono de Wudi, en el 141 a. C., Dong Zhongshu recibió una promoción ambigua: obtuvo el puesto mejor renumerado de canciller, pero en el lejano principado de Jiangdu (江度), parte del actual Hubei y al este de Sichuan. Poniendo en práctica las teorías naturalistas de la época, habría experimentado —con éxito, dicen las fuentes— con métodos de control de lluvia basados en manipulaciones del yin y el yang.

### En la corte
En el 137 a. C. vuelve al palacio. En el 135 a. C., poco después de la muerte de la emperatriz Dou, presenta al joven emperador su análisis concerniente a la aparición de fuegos de origen misterioso ocurridos poco antes en templos imperiales. Según él, estos son los signos por los que el Cielo hace saber que la influencia (nefasta) de los miembros de la familia imperial se agota, que un sabio ha aparecido, y que conviene adoptar una nueva política: alejar a la familia del poder y reemplazarla por dicho sabio. Presenta como prueba un ejemplo extraído de su “biblia”, los Anales de primavera y otoño. Tras la desaparición de la emperatriz Dou, la alusión principal es a Tianfen (田蚡), tío materno del emperador. Poco después, un cometa atraviesa el cuadrante este del cielo, signo de que el poder del emperador se debilita. En su feudo del Anhui, el rey de Huainan, otro ambicioso tío del emperador, observa también el fenómeno y sueña con rebelarse, pero finalmente renuncia. Estos acontecimientos, y posiblemente el deseo de contrarrestar el poder de un pariente arrogante, habrían convencido a Wudi de lo bien fundamentado del razonamiento de Dong Zhongshu. Los laureados confucianistas, primeros en el examen de la función pública del 134 a. C. fueron casi todos promovidos a consejeros.
Sin embargo, esta decisión no parece haber sido el inicio de una brillante carrera para Dong Zhonshu. En efecto, a pesar de haber terminado a la cabeza del concurso, no sólo no es promovido, sino que el emperador distingue a su “enemigo” Gongsun Hong (公孫弘), cuya prestación no había sido nada brillante. Además, a partir del 130 a. C., Wudi se lanza en una serie de campañas militares en total oposición con las recomendaciones confucianistas, y se inclina cada vez más hacia el camino de los magos e inmortales y el culto de divinidades como Huangdi, en vez de hacia el Cielo. Los confucianistas no tienen la impresión de que él o sus sucesores vayan a hacer algún uso práctico de sus recomendaciones, ni investir a sus sabios de algún poder real. Decepcionados, construirán la base de apoyo al futuro usurpador Wang Mang.
Entre el 134 y el 130 a. C., Dong Zhonshu presenta al emperador las Tres proposiciones sobre el Cielo y el hombre, o Tianren sance (天人三策), donde expone su visión del universo y el papel que en él desempeña el hombre, y en particular el emperador. Poco después, un consejero hostil, Zhufu Yan (主父偃), revela un escrito hurtado de entre sus documentos, que puede interpretarse como una instigación a la sedición, y Dong Zhonshu casi es ejecutado. El Libro de Han asegura que tras este incidente, ya no osa hablar de presagios ni calamidades.

### Exilio y retiro
En el 121 a. C. es enviado, por recomendación de Gongsun Hong, a ocupar un buen puesto en el principado de Jiaoxi (膠西) en el Shandong. Podría tratarse, sin embargo, de un intento de desembarazarse de él, ya que, además del alejamiento, Liu Duan (劉端), príncipe de Jiaoxi, es conocido como un anfitrión peligroso que busca enfrentamientos con casi todos sus funcionarios. Sin embargo, Dong Zhongshu sobrevive y obtiene autorización para retirarse por razones de edad y salud.
Tras su retiro, su reputación de erudito sigue atrayendo a la gente de la corte, que viene a consultarlo. Entre ellos, en el 123 a. C., el censor imperial Zhang Tang (張湯). Parece haber terminado sus días sin opulencia pero apaciblemente, repartiendo su tiempo entre el estudio, la enseñanza, y la escritura. Redacta el Gongyang Dong Zhongshu zhiyu (公羊董仲舒治獄) [el especialista del] Gongyang Dong Zhongshu evalúa los casos judiciales, donde expone cómo se puede evitar la imposición inútil de penas, y el Hanshu (食貨志) Tratado sobre alimentos y dinero, donde da, como otros confucianos, consejos (alentar la agricultura, disminuir los impuestos, liberar esclavos, prohibir la concentración de tierras en manos de un pequeño grupo de propietarios) que serán ignorados por los sucesores de Wudi antes de ser mal aplicados por Wang Mang. Muere entre el 115 y el 105 a. C.

## Pensamiento
Teniendo en cuenta los pocos escritos que se le pueden atribuir sin lugar a dudas, es difícil exponer su pensamiento con precisión. Se puede adelantar, sin embargo, que se trataría de una síntesis entre el confucianismo y el naturalismo (yin-yang, y posiblemente los Cinco Elementos). La idea de que el universo es un todo solidario, recorrido por qi y compuesto de yin y de yang, evolucionando cíclicamente a lo largo del tiempo, como lo atestigua la alternancia del día y la noche, y la de las estaciones, ya había hecho su aparición y parece haber sido generalmente admitida, con diferencias de detalle. Muchos, como Zou Yan, pensaban que los objetos, seres y fenómenos del universo se reparten, desde el punto de vista de su naturaleza, en cinco categorías que son los cinco elementos (metal, madera, agua, fuego y tierra); las cosas de la misma categoría están ligadas especialmente y tienden a evolucionar de manera similar al mismo tiempo. Sin embargo, aunque una sección del Chunqiu fanlu titulada Las cinco fuerzas se atribuye a Dong Zhongshu, no parece que éste haya recurrido a los cinco elementos en su representación del universo.
Por otro lado, el naturalismo confucianista de Dong Zhingshu se distingue del del huanglao taoísta-legista por el hecho de que le concede al hombre y a la moral un lugar particularmente importante en su esquema del universo y se esfuerza en demostrar que los conflictos políticos agresivos y los castigos no ocupan más que un lugar marginal en el gran orden de las cosas. Al contrario, textos que parecen pertenecer a la corriente huanglao encontrados en Mawangdui afirman que un tiempo igual les es dado a las estaciones yin (otoño e invierno) asociadas a la destrucción y los castigos, y a las estaciones yang (primavera y verano), asociadas a las nociones opuestas; destrucción y castigo son, por lo tanto, fases indispensables. Dong Zhongshu toma el partido de los que insisten sobre la superioridad del yang sobre el yin, lo que significa que los métodos legistas deben quedar como último recurso.
En lo que concierne a las sucesiones dinásticas, contrariamente a los que piensan que éstas sólo pueden ser violentas, Dong Zhongshu encuentra el ideal en el abandono voluntario del trono, según el ejemplo de los reyes Yao, Shun y Yu descrito en el Clásico de historia. Si esto no se puede hacer (caso de los Xia, los Shang y los Zhou), al menos el sentido moral de los sabios los empuja a abandonar a quien ha perdido el mandato del Cielo y al pueblo a rebelarse contra él. A este respecto, Dong Zhongshu y sus pares ignoran al Emperador Amarillo, modelo de huanglao y futuro dios taoísta, que parece haber sido un tipo de soberano no muy de su gusto.
Para Dong Zhongshu el universo está compuesto de tres mundos: el Cielo, la Tierra y la sociedad humana, entre los cuales el soberano hace de lazo. Es así que analiza el carácter wang 王, rey: los tres trazos horizontales representan, de abajo para arriba, la Tierra, el hombre y el Cielo. Son atravesados por un trazo vertical que es el rey. El Cielo confuciano, sin ser francamente antropomorfo o deificado, posee, sin embargo, una intención y un sentido moral del tipo humano. Indica, mediante signos deliberados, la política a seguir o los ritos a cumplir; el rey los lee con la ayuda de sus sabios ministros. Dong Zhongshu y sus pares habrían intentado persuadir al emperador de adoptar el culto del Cielo como religión oficial. Como muestra el creciente interés de Wudi, con la edad, en magos y cultos que serán retomados por el taoísmo, no lo consiguen realmente.